# Continuo di Cauchy
Il continuo di Cauchy è il modello di corpo continuo  definito nella prima metà dell''800 dal famoso matematico Augustin-Louis Cauchy. Esso è il modello di corpo continuo (solido e fluido) più importante tanto che spesso meccanica del continuo è sinonimo di meccanica del continuo di Cauchy. Tale modello riveste un ruolo cruciale in Meccanica dei solidi ed in Scienza delle costruzioni, improntandone sui suoi termini gran parte del linguaggio, e dove viene utilizzato sia direttamente che per ottenere modelli strutturali ancora più semplificati: continui bidimensionali (piastre, lastre, gusci, ecc), continui monodimensionali (travi), modelli discreti. Esso plasma, infine, lo studio della meccanica dei fluidi e dell'idraulica.

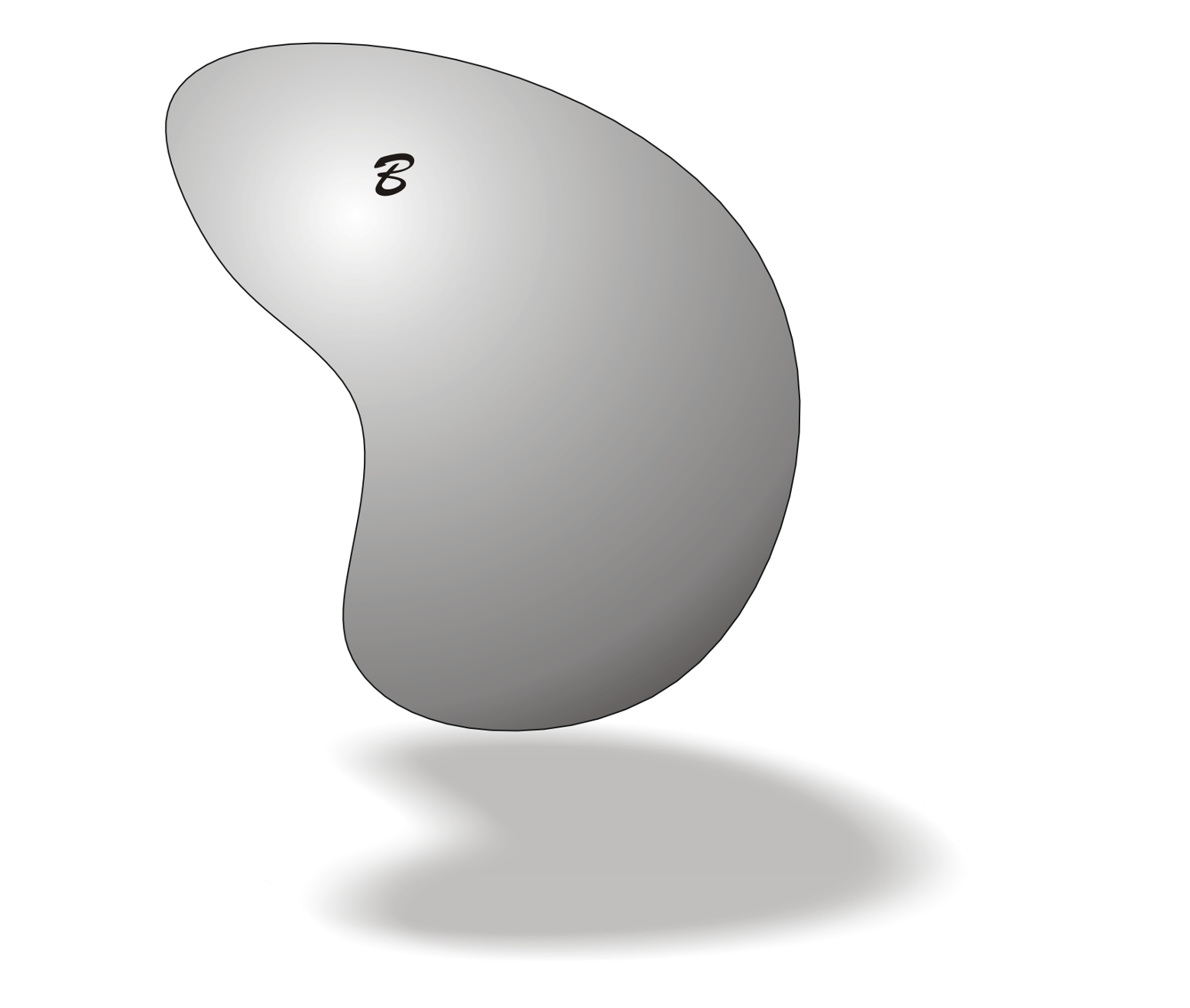
Continuo tridimensionale di Cauchy

## Introduzione
- {\displaystyle \mathbf {X} ,\mathbf {x} } : posizione nella configurazione indeformata e nella configurazione deformata;

- {\displaystyle {\tfrac {\partial }{\partial t}}\,f({\mathbf {x} },t)} : derivata parziale della funzione scalare {\displaystyle f({\mathbf {x} },t)} rispetto alla variabile scalare {\displaystyle t} ;
- {\displaystyle {\tfrac {d}{dt}}\,f({\mathbf {x} },t)} : derivata totale della funzione scalare {\displaystyle f({\mathbf {x} }(t),t)} rispetto alla variabile scalare {\displaystyle t} ;
- {\displaystyle {\boldsymbol {\nabla }}{\mathbf {a} }} : tensore (del secondo ordine) gradiente dell'applicazione vettoriale {\displaystyle {\mathbf {a} }({\mathbf {X} })};
- {\displaystyle \nabla \,{\mathbf {a} }} : tensore (del secondo ordine) gradiente dell'applicazione vettoriale {\displaystyle {\mathbf {a} }({\mathbf {x} })};
- {\displaystyle \nabla \cdot \,{\mathbf {a} }} : quantità scalare divergenza dell'applicazione vettoriale {\displaystyle {\mathbf {a} }({\mathbf {x} })};
- {\displaystyle \nabla \cdot \,{\mathbf {A} }} : quantità vettoriale divergenza dell'applicazione a valori tensoriali {\displaystyle {\mathbf {A} }({\mathbf {x} })};

Operazioni su vettori e tensori / matrici:
- {\displaystyle {\mathbf {a} }\,\cdot \,{\mathbf {b} }} : prodotto scalare tra vettori;
- {\displaystyle {\mathbf {A} }\,\cdot \,{\mathbf {B} }} : prodotto scalare tra tensori;
- {\displaystyle {\mathbf {a} }\,\times \,{\mathbf {b} }} : prodotto vettoriale tra vettori;
- {\displaystyle \mathbf {A} ^{t}} : tensore trasposto del tensore {\displaystyle \mathbf {A} };
- {\displaystyle \mathbf {A} ^{-1}} : tensore inverso del tensore {\displaystyle \mathbf {A} };
- {\displaystyle det({\mathbf {A} })} : determinante del tensore {\displaystyle {\mathbf {A} }};
- {\displaystyle \|{\mathbf {a} }\|} : norma del vettore {\displaystyle {\mathbf {a} }};
- {\displaystyle \|{\mathbf {A} }\|} : norma del tensore {\displaystyle {\mathbf {A} }};

Seguendo i canoni rigorosi della Meccanica del continuo, lo studio del modello di corpo continuo di Cauchy si articola nel seguito in tre fasi distinte:
- la sua caratterizzazione cinematica, con la scrittura di precise relazioni (di congruenza cinematica) tra i diversi descrittori cinematici interni (della deformazione) ed esterni (gli spostamenti e i cambiamenti di configurazione).
- la scrittura delle relazioni generali di bilancio, che racchiudono le leggi fisiche cui il corpo deve sottostare durante il suo moto, a prescindere dal materiale di cui è costituito;
- lo studio delle relazioni costitutive che, caratterizzando il comportamento del particolare materiale costituente il corpo, differenziano una classe di corpi continui da un'altra.

Tali relazioni meccaniche prescindono dal particolare sistema di coordinate in cui vengono osservate: nel seguito esse sono pertanto convenientemente esposte facendo uso dei tensori, oggetti matematici indipendenti dal sistema di coordinate.

## Cinematica

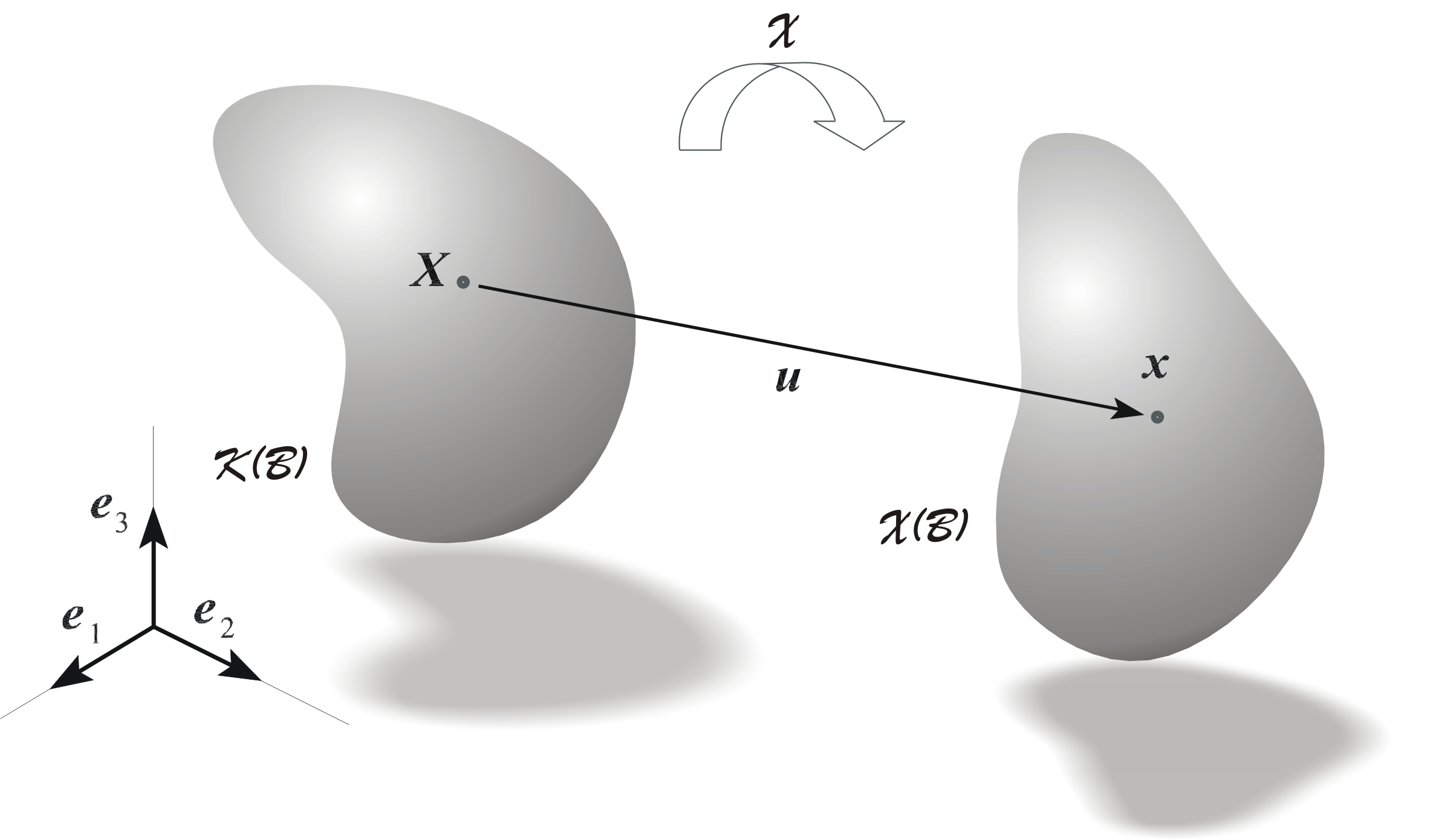
Configurazione di riferimento e deformata del continuo di Cauchy

La meccanica del continuo studia le condizioni di moto e di equilibrio di oggetti naturali identificabili come corpi continui. In particolare la cinematica analizza il moto e la deformazione di un corpo continuo prescindendo dalle cause che lo determinano. A tal fine è essenziale introdurre la nozione di corpo continuo e di moto. In Meccanica tali nozioni sono assunte come concetti primitivi, cioè si rinuncia a darne di essi una definizione in termini di altre quantità note. Per converso, quando del corpo continuo e del suo moto si cerca di costruire un modello matematico, si devono definire con estrema precisione gli enti matematici che li descrivono.

### Configurazione e moto
Un sistema materiale potrà riguardarsi come continuo (secondo Cauchy) se è possibile identificare i suoi elementi P (le  particelle o punti materiali del sistema) con i punti geometrici  di una regione regolare {\displaystyle {\mathcal {B}}} dello spazio tridimensionale euclideo {\displaystyle {\mathcal {E}}} (lo spazio fisico). Tale regione è detta configurazione del corpo. Sottoregioni limitate e regolari di {\displaystyle {\mathcal {B}}}, per le quali assume validità il teorema della divergenza,  sono dette parti del corpo. È spesso utile scegliere una particolare configurazione {\displaystyle {\mathcal {K}}({\mathcal {B}})} ed identificare ogni punto materiale del corpo con la sua posizione {\displaystyle {\mathbf {X} }} in tale configurazione, che sarà detta configurazione di riferimento.
In una diversa configurazione del corpo, un generico punto materiale {\displaystyle {\mathbf {X} }} occupa una posizione diversa {\displaystyle {\mathbf {x} }}. In termini matematici, la nuova configurazione è descritta dalla funzione vettoriale (detta anche trasporto)
{\displaystyle {\mathbf {x} }={\boldsymbol {\chi }}({\mathbf {X} })}
che lega le diverse posizioni (nella configurazione di riferimento e nella nuova configurazione) dei punti del corpo, tale che la nuova configurazione risulti l'immagine secondo {\displaystyle {\boldsymbol {\chi }}(\cdot )} della configurazione di riferimento.
È chiaro che per poter rappresentare una variazione di configurazione l'applicazione {\displaystyle {\boldsymbol {\chi }}(\cdot )} deve possedere proprietà matematiche adatte a tradurre alcuni fondamentali requisiti di plausibilità fisica. Occorre infatti che i punti materiali conservino la loro individualità, senza lacerazioni o compenetrazioni di materia di cui il corpo è costituito, cioè che:
1. ad un punto della configurazione di riferimento corrisponda uno ed un sol punto nella nuova configurazione (e viceversa)
2. a punti arbitrariamente vicini nella configurazione di riferimento, corrispondano punti arbitrariamente vicini nella nuova configurazione (e viceversa).

Dal punto di vista matematico, questi requisiti si traducono in precise restrizioni sulla applicazione {\displaystyle {\boldsymbol {\chi }}(\cdot )}:
1. l'applicazione {\displaystyle {\boldsymbol {\chi }}(\cdot )} deve essere biunivoca, cioè deve esistere una funzione inversa {\displaystyle {\boldsymbol {\chi }}^{-1}(\cdot )} tale da realizzare una corrispondenza biunivoca tra i punti della configurazione di riferimento e quelli della nuova configurazione
{\displaystyle {\mathbf {x} }={\boldsymbol {\chi }}({\mathbf {X} })\;\;,\;\;{\mathbf {X} }={\boldsymbol {\chi }}^{-1}({\mathbf {x} })}
2. l'applicazione {\displaystyle {\boldsymbol {\chi }}(\cdot )}, assieme alla sua inversa {\displaystyle {\boldsymbol {\chi }}^{-1}(\cdot )} , deve essere continua.

Si richiede inoltre che la funzione {\displaystyle {\boldsymbol {\chi }}(\cdot )} sia sufficientemente regolare, cioè sia differenziabile con continuità fino all'ordine necessario a dare senso alle manipolazioni matematiche che occorrerà eseguire. In particolare, esistono e sono funzioni continue le derivate parziali di {\displaystyle {\boldsymbol {\chi }}(\cdot )} ed esiste il gradiente della deformazione {\displaystyle {\mathbf {F} }={\boldsymbol {\nabla }}{\boldsymbol {\chi }}({\mathbf {X} })}, un tensore del secondo ordine non singolare (come conseguenza della proprietà di invertibilità dell'applicazione {\displaystyle {\boldsymbol {\chi }}(\cdot )} ) e con determinante {\displaystyle J=det({\mathbf {F} })} (lo jacobiano di {\displaystyle {\boldsymbol {\chi }}(\cdot )} ) positivo.
Fissato un sistema di coordinate cartesiane ed indicando con {\displaystyle (X_{1},X_{2},X_{3})} le coordinate (dette materiali o referenziali) del punto nella configurazione di riferimento e con  {\displaystyle (x_{1},x_{2},x_{3})} le coordinate (dette spaziali) del punto nella configurazione deformata, l'applicazione di trasporto è rappresentata in componenti dal sistema di relazioni scalari:
{\displaystyle x_{i}=\chi _{i}(X_{1},X_{2},X_{3})\;\;,\;\;i=\{1,2,3\}}
Il relativo gradiente ha la seguente rappresentazione:
{\displaystyle [{\mathbf {F} }]={\begin{bmatrix}{\frac {\partial x_{1}}{\partial X_{1}}}&{\frac {\partial x_{1}}{\partial X_{2}}}&{\frac {\partial x_{1}}{\partial X_{3}}}\!\\{\frac {\partial x_{2}}{\partial X_{1}}}&{\frac {\partial x_{2}}{\partial X_{2}}}&{\frac {\partial x_{2}}{\partial X_{3}}}\\{\frac {\partial x_{3}}{\partial X_{1}}}&{\frac {\partial x_{3}}{\partial X_{2}}}&{\frac {\partial x_{3}}{\partial X_{3}}}\\\end{bmatrix}}}
Un cambiamento di configurazione è il risultato di uno spostamento del corpo. Il moto di un corpo è una sequenza continua di spostamenti che portano il corpo ad occupare diverse configurazioni al variare dell'istante di tempo t.  Esso è pertanto descritto da una applicazione del tipo
{\displaystyle {\mathbf {x} }={\boldsymbol {\chi }}({\mathbf {X} },t)}
che si assume sufficientemente regolare rispetto al parametro temporale. In un moto del corpo la configurazione da esso occupato al tempo t=0 è detta configurazione iniziale: essa spesso si identifica con la configurazione di riferimento {\displaystyle {\mathcal {K}}({\mathcal {B}})}. È detta configurazione corrente la configurazione {\displaystyle {\boldsymbol {\chi }}_{t}({\mathcal {B}})} occupata al generico istante t.
Quantità derivate dal concetto di moto (quindi quantità non primitive) sono i campi vettoriali di velocità e di accelerazione
{\displaystyle {\mathbf {v} }({\mathbf {X} },t)={\mathbf {\dot {x}} }={\frac {d{\mathbf {x} }}{dt}}\equiv {\frac {\partial }{\partial t}}{\boldsymbol {\chi }}({\mathbf {X} },t)\;\;\;,\;\;\;{\mathbf {a} }({\mathbf {X} },t)={\mathbf {\dot {v}} }={\mathbf {\ddot {x}} }\equiv {\frac {\partial }{\partial t}}{\mathbf {v} }({\mathbf {X} },t)={\frac {\partial ^{2}}{\partial t^{2}}}{\boldsymbol {\chi }}({\mathbf {X} },t)}
che fanno uso del concetto di derivata materiale (in questo caso coincidente con la derivata parziale rispetto al parametro temporale) e danno una misura rispettivamente della variazione di posizione e di velocità del generico punto materiale al generico istante di tempo t.

#### Descrizione lagrangiana e descrizione euleriana
Nella rappresentazione data del moto e dei due campi vettoriali derivati della velocità e dell'accelerazione, il generico punto materiale è identificato con la sua posizione {\displaystyle {\mathbf {X} }} nella configurazione di riferimento {\displaystyle {\mathcal {K}}({\mathcal {B}})}. Tale rappresentazione può essere estesa a qualunque altro campo (scalare, vettoriale, etc) assegnato o derivato sui punti del corpo: si parla di descrizione materiale o lagrangiana del moto. Una diversa descrizione è possibile osservando che un punto materiale può anche essere rappresentato con la sua posizione {\displaystyle {\mathbf {x} (t)}} nella configurazione corrente {\displaystyle {\boldsymbol {\chi }}_{t}({\mathcal {B}})}. La relativa rappresentazione dei campi vettoriali di velocità ed accelerazione
{\displaystyle {\mathbf {v} }({\mathbf {x} }(t),t)\;\;\;,\;\;\;{\mathbf {a} }({\mathbf {x} }(t),t)}
è detta descrizione spaziale o euleriana e può essere estesa a qualunque altro campo coinvolto nella descrizione del moto. In pratica, la descrizione euleriana del moto è focalizzata sulla configurazione corrente {\displaystyle {\boldsymbol {\chi }}_{t}({\mathcal {B}})}, ponendo attenzione su ciò che accade ad un determinato punto dello spazio al variare del tempo, invece di seguire le singole particelle nel loro moto attraverso lo spazio ed il tempo.  Tale tipo di descrizione, introdotta da d'Alembert, assume particolare importanza in meccanica dei fluidi, dove l'uso di una specifica configurazione di riferimento ha poco significato in quanto i fluidi non posseggono una naturale geometria. Come si vedrà, essa è la descrizione più naturale da utilizzare nella scrittura delle equazioni di bilancio, in quanto queste vanno imposte nella configurazione attuale del corpo.
In una descrizione euleriana del moto, la derivata materiale di un generico campo non coincide più con la derivata parziale rispetto al parametro temporale, ma la sua espressione va costruita mediante la regola della catena. Nel caso dell'accelerazione risulta pertanto valida la relazione:
{\displaystyle {\mathbf {a} }({\mathbf {x} },t)={\mathbf {\dot {v}} }({\mathbf {x} },t)={\frac {\partial }{\partial t}}{\mathbf {v} }({\mathbf {x} },t)+\nabla \,{\mathbf {v} }({\mathbf {x} },t)\,\cdot \,{\mathbf {v} }({\mathbf {x} },t)}

### Deformazione
L'analisi della deformazione consiste nello studio della applicazione {\displaystyle {\mathbf {x} }={\boldsymbol {\chi }}({\mathbf {X} })} che porta il corpo dalla configurazione iniziale indeformata alla configurazione attuale deformata o, il che è lo stesso, nello studio dello spostamento prodotto misurato dal campo vettoriale {\displaystyle {\mathbf {u} }({\mathbf {X} })} così definito:
{\displaystyle {\mathbf {u} }({\mathbf {X} })={\boldsymbol {\chi }}({\mathbf {X} })-{\mathbf {X} }}
In particolare è importante studiare la deformazione di un intorno di un generico punto materiale, cioè di una piccola porzione del corpo prossima al punto considerato.  Al tal fine un concetto derivato (dal concetto di configurazione e trasporto) molto utile è il  gradiente della deformazione
{\displaystyle {\mathbf {F} }={\boldsymbol {\nabla }}{\boldsymbol {\chi }}({\mathbf {X} })\;\;\;({\mathbf {F} }={\mathbf {I} }+{\boldsymbol {\nabla }}{\mathbf {u} }({\mathbf {X} })\;\;} con riferimento al gradiente del campo  {\displaystyle {\mathbf {u} }({\mathbf {X} }))}
Il gradiente della deformazione è una misura della deformazione di un intorno di un generico punto in quanto, per definizione di gradiente, permette di approssimare il trasporto dei punti {\displaystyle \mathbf {X+dX} } appartenenti all'intorno del punto {\displaystyle {\mathbf {X} }} mediante la
{\displaystyle {\boldsymbol {\chi }}[{\mathbf {X} }+{\mbox{d}}{\mathbf {X} }]\approx {\boldsymbol {\chi }}[{\mathbf {X} }]+{\mathbf {F} }[{\mathbf {X} }]\,{\mbox{d}}{\mathbf {X} }}
ovvero di rappresentare la trasformazione subita da un segmento orientato appartenente all'intorno dalla configurazione indeformata {\displaystyle \mathbf {dX} } alla configurazione deformata {\displaystyle \mathbf {dx} ={\boldsymbol {\chi }}[\mathbf {X+dX} ]-{\boldsymbol {\chi }}[{\mathbf {X} }]}
{\displaystyle \mathbf {dx} ={\mathbf {F} }\,\mathbf {dX} }
Esso inoltre permette di rappresentare sia la trasformazione subita da un elemento orientato di superficie (di area {\displaystyle dS} e orientazione normale {\displaystyle {\mathbf {N} }} nella configurazione indeformata, di area {\displaystyle ds} e orientazione {\displaystyle {\mathbf {n} }} nella configurazione deformata) attraverso la formula di Nanson
{\displaystyle ds\,{\mathbf {n} }=J\,({\mathbf {F} }^{-1})^{t}\,(dS\,{\mathbf {N} })}
sia di relazionare la misura di un elemento di volume infinitesimo ({\displaystyle dV} nella configurazione indeformata, {\displaystyle dv} nella configurazione deformata)
{\displaystyle dv=\,J\;dV\;\;\;\;\;}
In generale, uno spostamento generico di un corpo include sia un'aliquota di spostamento rigido che un'aliquota di deformazione pura del corpo, con variazione di forma o di dimensioni (o entrambe). In particolare la trasformazione di un intorno di un punto descritta dal tensore {\displaystyle {\mathbf {F} }} è data dalla composizione di una rotazione rigida dell'intorno con una deformazione pura di questo. Il teorema di decomposizione polare permette di valutare entrambi i contributi, assicurando che esistono solo due decomposizioni del tensore {\displaystyle {\mathbf {F} }}
{\displaystyle {\mathbf {F} }={\mathbf {R} }{\mathbf {U} }={\mathbf {V} }{\mathbf {R} }}
dove {\displaystyle {\mathbf {R} }} è un tensore ortogonale descrittore della rotazione ed {\displaystyle ({\mathbf {U} },{\mathbf {V} })} sono tensori simmetrici e definiti positivi rappresentativi della deformazione pura subita, detti rispettivamente tensore destro e tensore sinistro della deformazione.
Una descrizione obiettiva della deformazione pura deve necessariamente essere indipendente dalla rotazione rigida, e quindi dal tensore {\displaystyle {\mathbf {R} }} e funzioni dei soli tensori {\displaystyle {\mathbf {U} }} o {\displaystyle {\mathbf {V} }}. Possibili misure tensoriali lagrangiane della deformazione sono espresse nella forma
{\displaystyle {\mathbf {E} }_{n}={\frac {1}{n}}({\mathbf {U} }^{n}-{\mathbf {I} })}
dove n è un numero reale (non necessariamente un intero): per n=1 ed n=2 si parla rispettivamente di tensore di Biot e di tensore di Green.
Il tensore di Green è un tensore simmetrico così definito in termini del gradiente della deformazione e del gradiente dello spostamento
{\displaystyle {\mathbf {E} }={\mathbf {E} }_{2}={\frac {1}{2}}({\mathbf {F} }^{t}{\mathbf {F} }-{\mathbf {I} })={\frac {1}{2}}({\boldsymbol {\nabla }}{\mathbf {u} }+{\boldsymbol {\nabla }}{\mathbf {u} }^{t}+{\boldsymbol {\nabla }}{\mathbf {u} }^{t}{\boldsymbol {\nabla }}{\mathbf {u} })}
Esso è una misura della deformazione in quanto è nullo in presenza di spostamenti rigidi. Esso ha un forte interesse tecnico in quanto di facile determinazione in termini del gradiente della deformazione o dello spostamento e in quanto permette una semplice rappresentazione delle misure locali di deformazione pura (dilatazioni, variazioni di volume, ecc.)
Il tensore della deformazioni di Biot è un tensore simmetrico definito mediante
{\displaystyle {\mathbf {E} }_{b}={\mathbf {E} }_{1}={\mathbf {U} }-{\mathbf {I} }}
La determinazione del tensore di Biot è meno agevole del tensore di Green. Sussiste la seguente relazione (nonlineare) tra i tensori della deformazione di Green e di Biot
{\displaystyle {\mathbf {E} }_{b}={\sqrt {{\mathbf {E} }+{\mathbf {I} }}}-{\mathbf {I} }}
Tale relazione può così essere riportata in uno sviluppo in serie di Taylor
{\displaystyle {\mathbf {E} }_{b}={\mathbf {E} }-{\tfrac {1}{2}}\,{\mathbf {E} }^{2}+{\tfrac {1}{2}}\,{\mathbf {E} }^{3}-{\tfrac {5}{8}}\,{\mathbf {E} }^{4}+\ldots }
Per deformazioni piccolissime {\displaystyle \left(\|{\mathbf {E} }\|\ll 1\right)} le due misure tensoriali praticamente coincidono
{\displaystyle {\mathbf {E} }_{b}\approx {\mathbf {E} }}
Nell'ambito della teoria dei piccoli spostamenti assume un ruolo fondamentale nella descrizione della deformazione il tensore della deformazione infinitesima (la parte simmetrica del gradiente del campo di spostamenti)
{\displaystyle {\boldsymbol {\varepsilon }}={\frac {1}{2}}\left({\boldsymbol {\nabla }}{\mathbf {u} }+{\boldsymbol {\nabla }}{\mathbf {u} }^{t}\right)}
e vale
{\displaystyle {\mathbf {E} }_{b}\approx {\mathbf {E} }\approx {\boldsymbol {\varepsilon }}}

## Equazioni di bilancio
Oltre la nozione di corpo e di moto, in meccanica classica due altri concetti sono tradizionalmente assunti come primitivi: la massa e le forze. La massa e le forze sono legati al moto del corpo da alcune leggi generali che vanno sotto il nome di principi fondamentali della meccanica. Questi per sistemi a molti corpi per cui valga l'approssimazione del continuo sono trasformabili attraverso equazioni del trasporto come quella di Boltzmann in equazioni di bilancio e hanno sia una caratterizzazione globale (o integrale), che una caratterizzazione locale (o differenziale). Le equazioni di bilancio, così come i concetti di massa e forze, hanno una naturale descrizione euleriana. Di essi tuttavia si può ugualmente dare una descrizione lagrangiana.

### Massa e forze

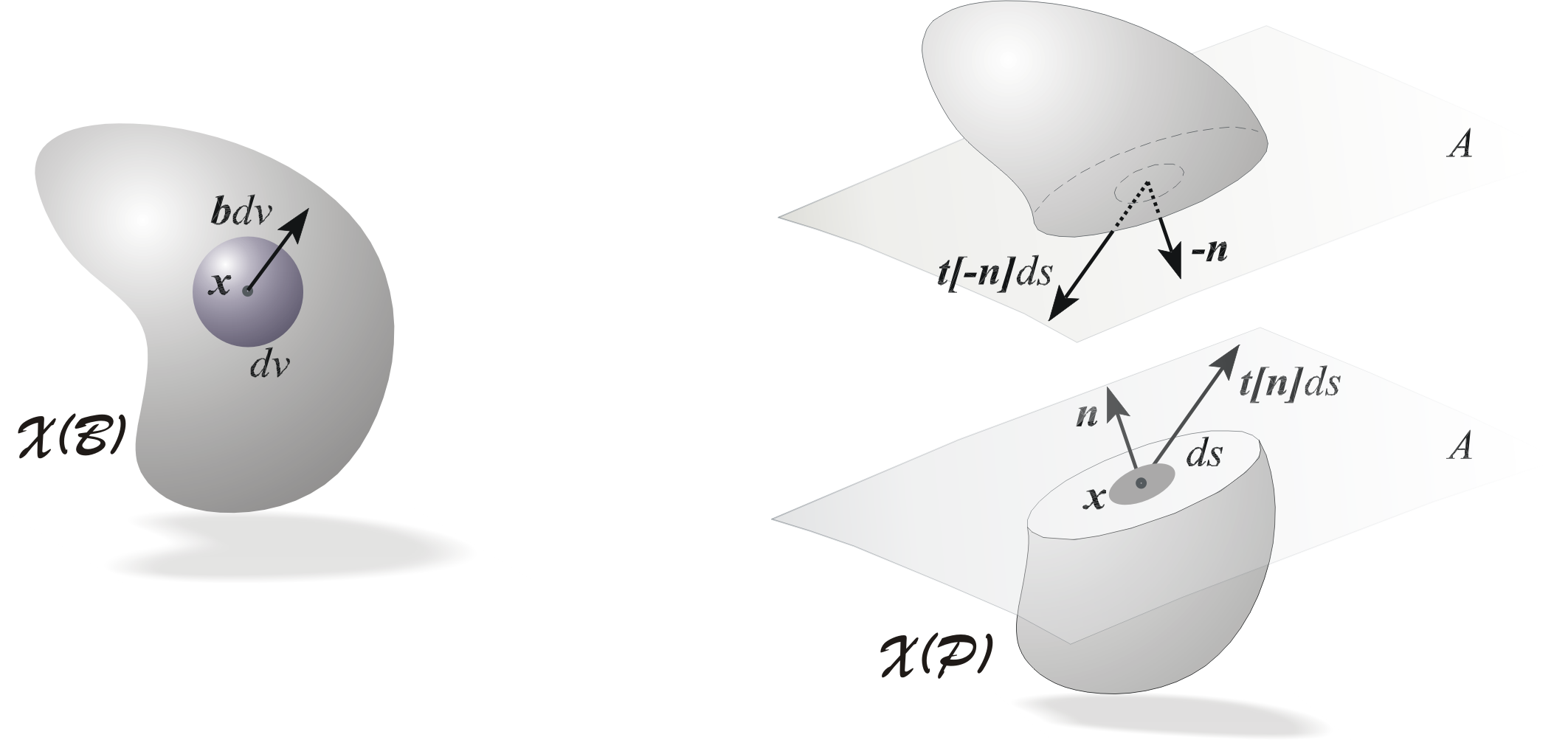
Forze di massa e di contatto nel continuo di Cauchy

La massa è un concetto atto a rappresentare gli effetti di inerzia sulle parti del corpo. Si assume che ogni parte {\displaystyle {\mathcal {P}}} del corpo possieda una massa {\displaystyle m({\mathcal {P}})}, definita come un numero reale positivo con la proprietà di continuità assoluta rispetto al volume del corpo, nel senso che al tendere a zero del volume della parte {\displaystyle {\mathcal {P}}} tende a zero anche la relativa massa. Ciò assicura l'esistenza di una funzione densità di massa {\displaystyle \rho (\cdot )>0} definita sulla generica configurazione del corpo {\displaystyle {\boldsymbol {\chi }}({\mathcal {B}})} , tale che la massa di una sua generica parte {\displaystyle {\mathcal {P}}} sia misurata dall'integrale di volume
{\displaystyle m({\mathcal {P}})=\int _{{\boldsymbol {\chi }}({\mathcal {P}})}\rho ({\mathbf {x} })\,dv}
Le forze sono vettori introdotti al fine di descrivere le interazioni puramente meccaniche tra le parti del corpo e tra il corpo e l'ambiente.  Per il continuo di Cauchy si considerano due tipi di forze:
- le forze di massa (o a distanza),  applicate ai punti interni del corpo e indotte a distanza da altri corpi in virtù della massa posseduta dal corpo: sono forze, per esempio, di natura elettromagnetica o gravitazionale;
- le forze di contatto, applicate ai punti di ogni superficie regolare interna al corpo e sui punti di frontiera {\displaystyle \partial {\boldsymbol {\chi }}({\mathcal {B}})} del corpo, esercitate tra parti separate del corpo (attraverso la superficie di separazione)  {\displaystyle \partial {\boldsymbol {\chi }}({\mathcal {P}})} e tra il corpo e l'ambiente (attraverso la frontiera {\displaystyle \partial {\boldsymbol {\chi }}({\mathcal {B}})}): ad esempio, la pressione del vento e la pressione idrostatica che agiscono per contatto sulla superficie.

In particolare si assume (ipotesi di Eulero-Cauchy) che le azioni di contatto esauriscano le interazioni tra le diverse parti del corpo e che quindi le azioni di massa siano solo di tipo esterno, in quanto solo originate all'esterno del corpo. Inoltre si assume che...
- le forze di massa siano assolutamente continue rispetto alla massa del corpo: ciò assicura l'esistenza di una funzione a valori vettoriali {\displaystyle {\mathbf {b} }(\cdot )} (la forza esterna per unità di massa), definita sulla configurazione attuale di {\displaystyle {\mathcal {B}}}, tale che, in tale configurazione, il risultante ed il momento risultante rispetto ad un polo {\displaystyle {\mathbf {o} }} delle forze di massa agenti su {\displaystyle {\mathcal {P}}} siano misurati dagli integrali di volume

{\displaystyle {\mathbf {r} }^{d}({\mathcal {P}})=\int _{{\boldsymbol {\chi }}({\mathcal {P}})}\,\rho \,{\mathbf {b} }({\mathbf {x} })\,dv\;\;,\;\;{\mathbf {m} }_{o}^{d}[{\mathcal {P}}]=\int _{{\boldsymbol {\chi }}({\mathcal {P}})}({\mathbf {x} }-{\mathbf {o} })\times \,\rho \,{\mathbf {b} }({\mathbf {x} })\,dv}
- le forze di contatto siano assolutamente continue rispetto all'area di contatto: ciò assicura l'esistenza di una funzione a valori vettoriali {\displaystyle {\mathbf {t} }(\cdot )} definita sulla configurazione attuale di {\displaystyle {\mathcal {B}}}, tale che, in tale configurazione, il risultante e il momento delle forze di contatto agenti sulla parte {\displaystyle {\mathcal {P}}} siano misurati dagli integrali di superficie sulla frontiera {\displaystyle \partial {\boldsymbol {\chi }}({\mathcal {P}})}

{\displaystyle {\mathbf {r} }^{c}({\mathcal {P}})=\int _{\partial {\boldsymbol {\chi }}({\mathcal {P}})}{\mathbf {t} }({\mathbf {x} },\ldots )\,ds\;\;,\;\;{\mathbf {m} }_{o}^{c}[{\mathcal {P}}]=\int _{\partial {\boldsymbol {\chi }}({\mathcal {P}})}({\mathbf {x} }-{\mathbf {o} })\times {\mathbf {t} }({\mathbf {x} },\ldots )\,ds}
La funzione {\displaystyle {\mathbf {t} }(\cdot )}, detta densità di forza di contatto o tensione, è in generale funzione, oltre che del punto {\displaystyle {\mathbf {x} }}, anche della forma della superficie di contatto {\displaystyle \partial {\boldsymbol {\chi }}({\mathcal {P}})}
{\displaystyle {\mathbf {t} }={\mathbf {t} }\left({\mathbf {x} },\partial {\boldsymbol {\chi }}({\mathcal {P}})\right)}
In meccanica classica si ammette però la validità del postulato di Cauchy, che definisce la dipendenza da {\displaystyle \partial {\boldsymbol {\chi }}({\mathcal {P}})} solo attraverso la normale {\displaystyle {\mathbf {n} }} alla superficie {\displaystyle \partial {\boldsymbol {\chi }}({\mathcal {P}})} passante per {\displaystyle {\mathbf {x} }}, cioè accettando la semplificazione:
{\displaystyle {\mathbf {t} }={\mathbf {t} }\left({\mathbf {x} },{\mathbf {n} }\right)}

### Equazione di continuità
La prima equazione di bilancio è un'equazione di continuità per la massa, che afferma che la massa di una generica parte {\displaystyle {\mathcal {P}}} del corpo non può variare durante il moto del corpo (legge di conservazione della massa). In termini globali tale equazione è espressa dalla
{\displaystyle m({\mathcal {P}})=\int _{{\mathcal {K}}({\mathcal {P}})}\rho _{K}(\mathbf {X} )\,dV=\int _{{\boldsymbol {\chi }}({\mathcal {P}},t)}\rho (\mathbf {x} ,t)\,dv}
o equivalentemente dalla
{\displaystyle {\frac {d}{dt}}\int _{{\boldsymbol {\chi }}({\mathcal {P}},t)}\rho (\mathbf {x} ,t)\,dv=0}
ove {\displaystyle \rho _{K}(\mathbf {X} )} è la densità di massa nella configurazione di riferimento e {\displaystyle \rho (\mathbf {x} ,t)} nella configurazione attuale.
In termini locali tale equazione di bilancio è rappresentata dalla equazione di continuità espressa in forma lagrangiana dalla
{\displaystyle \rho _{K}(\mathbf {X} )=\rho (\mathbf {x} (\mathbf {X} ,t),t)\;J(\mathbf {X} ,t)\;\;,\;\;\forall \mathbf {X} \in {\mathcal {K}}({\mathcal {B}})}
e in forma euleriana, facendo uso del concetto di divergenza di un campo vettoriale, dalla
{\displaystyle {\tfrac {d}{dt}}\rho (\mathbf {x} ,t)+\rho (\mathbf {x} ,t)\;\nabla \cdot \,\mathbf {v} (\mathbf {x} ,t)=0\;\;,\;\;\forall \mathbf {x} \in {\boldsymbol {\chi }}({\mathcal {B}})}

### Leggi di Eulero, teorema di Cauchy ed equazioni del moto
Le leggi di Eulero sono due equazioni di bilancio che rappresentano, in meccanica del continuo, l'equivalente delle leggi del moto di Newton. Esse esprimono rispettivamente il bilancio della quantità di moto e la legge di conservazione del momento angolare, ove per il continuo di Cauchy la quantità di moto e il momento della quantità di moto (rispetto ad un polo O) sono misurate rispettivamente dalle
{\displaystyle q({\mathcal {P}},t)=\int _{{\boldsymbol {\chi }}({\mathcal {P}},t)}\,\rho (\mathbf {x} ,t)\,{\mathbf {v} }(\mathbf {x} ,t)\,dv\;\;\;,\;\;\;h({\mathcal {P}},t)=\int _{{\boldsymbol {\chi }}({\mathcal {P}},t)}({\mathbf {x} }-{\mathbf {o} })\times \,\rho (\mathbf {x} ,t)\,{\mathbf {v} }(\mathbf {x} ,t)\,dv}
Postulato l'esistenza di un sistema di riferimento inerziale o galileiano, rispetto a tale sistema le leggi di Eulero impongono che, per ogni parte {\displaystyle {\mathcal {P}}} e per ogni istante, la derivata temporale della quantità di moto e del momento angolare (rispetto ad un polo O) eguagliano rispettivamente la risultante delle forze e il risultante dei momenti meccanici (rispetto allo stesso polo O).
{\displaystyle {\frac {d}{dt}}\,q({\mathcal {P}},t)={\mathbf {r} }^{d}({\mathcal {P}},t)+{\mathbf {r} }^{c}({\mathcal {P}},t)\;\;\;,\;\;\;{\frac {d}{dt}}\,h({\mathcal {P}},t)={\mathbf {m} }_{o}^{d}({\mathcal {P}},t)+{\mathbf {m} }_{o}^{c}({\mathcal {P}},t)}
Esse sono quindi espresse in forma integrale dalle (si tralascia di rappresentare la dipendenza delle funzioni da {\displaystyle {\mathbf {x} }} e dal tempo t)
{\displaystyle {\begin{aligned}\int _{{\boldsymbol {\chi }}({\mathcal {P}},t)}\,\rho \,{\mathbf {a} }\,dv&=\int _{{\boldsymbol {\chi }}({\mathcal {P}},t)}\,\rho \,{\mathbf {b} }\,dv+\int _{\partial {\boldsymbol {\chi }}({\mathcal {P}},t)}{\mathbf {t} }\,ds\\\int _{{\boldsymbol {\chi }}({\mathcal {P}},t)}({\mathbf {x} }-{\mathbf {o} })\times \,\rho \,{\mathbf {a} }\,dv&=\int _{{\boldsymbol {\chi }}({\mathcal {P}},t)}({\mathbf {x} }-{\mathbf {o} })\times \,\rho \,{\mathbf {b} }\,dv+\int _{\partial {\boldsymbol {\chi }}({\mathcal {P}},t)}({\mathbf {x} }-{\mathbf {o} })\times {\mathbf {t} }\,ds\end{aligned}}}
Importanti corollari della prima legge di Eulero sono il Lemma di Cauchy e il Teorema di Cauchy:
- il lemma di Cauchy è l'equivalente della legge newtoniana di azione e reazione

{\displaystyle {\mathbf {t} }\left({\mathbf {x} },-{\mathbf {n} }\right)=-{\mathbf {t} }\left({\mathbf {x} },{\mathbf {n} }\right)}
- il teorema di Cauchy afferma l'esistenza di un Tensore delle Tensioni (Tensore di Cauchy) tale che valga la relazione

{\displaystyle {\mathbf {t} }\left({\mathbf {x} },{\mathbf {n} }\right)={\mathbf {T} }\left({\mathbf {x} }\right)\;{\mathbf {n} }}
In termini locali, la prima legge di Eulero è espressa in forma euleriana dal sistema di equazioni differenziali alle derivate parziali (le equazioni del moto)
{\displaystyle \nabla \cdot \mathbf {T} +\rho \,{\mathbf {b} }=\rho \,{\mathbf {a} }\;\;,\;\;\forall \mathbf {x} \in {\boldsymbol {\chi }}({\mathcal {B}})}
In componenti scalari:
{\displaystyle {\begin{aligned}&{\tfrac {\partial }{\partial x_{1}}}T_{11}+{\tfrac {\partial }{\partial x_{2}}}T_{12}+{\tfrac {\partial }{\partial x_{3}}}T_{13}+\rho b_{1}=\rho a_{1}\\&{\tfrac {\partial }{\partial x_{1}}}T_{21}+{\tfrac {\partial }{\partial x_{2}}}T_{22}+{\tfrac {\partial }{\partial x_{3}}}T_{23}+\rho b_{2}=\rho a_{2}\\&{\tfrac {\partial }{\partial x_{1}}}T_{31}+{\tfrac {\partial }{\partial x_{2}}}T_{32}+{\tfrac {\partial }{\partial x_{3}}}T_{33}+\rho b_{3}=\rho a_{3}\\\end{aligned}}}
La seconda legge di Eulero implica, in assenza di coppie distribuite per unità di massa all'interno del continuo, che il tensore delle tensioni di Cauchy sia un tensore simmetrico
{\displaystyle {\mathbf {T} }^{t}={\mathbf {T} }}

### Equazioni del moto in forma lagrangiana e tensori nominali di tensione
Nella rappresentazione delle forze e delle tensioni interne e nella scrittura delle equazioni del moto si è fatto uso di una descrizione euleriana, riferita alla configurazione attuale: tale descrizione del problema è risultata naturale in quanto le condizioni di equilibrio con i carichi (le leggi di Eulero) vanno imposte nella configurazione attuale del corpo. Una descrizione lagrangiana, di carattere più strettamente matematico, è tuttavia possibile a partire dalla scrittura in forma lagrangiana delle leggi di Eulero, scritte nella configurazione di riferimento:
{\displaystyle {\begin{aligned}\int _{{\mathcal {K}}({\mathcal {P}})}\,\rho _{k}\,{\mathbf {a} }\,dV&=\int _{{\mathcal {K}}({\mathcal {P}})}\,\rho _{k}\,{\mathbf {b} }\,dV+\int _{\partial {\mathcal {K}}({\mathcal {P}})}J\,{\mathbf {T} }\,{\mathbf {F} }^{-t}\,{\mathbf {N} }\,dS\\\int _{{\mathcal {K}}({\mathcal {P}})}({\mathbf {x} }-{\mathbf {o} })\times \,\rho _{k}\,{\mathbf {a} }\,dV&=\int _{{\mathcal {K}}({\mathcal {P}})}({\mathbf {x} }-{\mathbf {o} })\times \,\rho _{k}\,{\mathbf {b} }\,dV+\int _{\partial {\mathcal {K}}({\mathcal {P}})}({\mathbf {x} }-{\mathbf {o} })\times J\,{\mathbf {T} }\,{\mathbf {F} }^{-t}\,{\mathbf {N} }\,dS\end{aligned}}}
La loro espressione locale porta alle seguenti leggi del moto in forma lagrangiana:
- in termini del Io tensore nominale di tensione o  Io tensore di Piola-Kirchhoff {\displaystyle \mathbf {P} =J\,{\mathbf {T} }\,{\mathbf {F} }^{-t}} (non simmetrico)

{\displaystyle \nabla \cdot \mathbf {P} +\rho _{k}\,{\mathbf {b} }=\rho _{k}\,{\mathbf {a} }\;\;,\;\;\forall \mathbf {X} \in {\mathcal {K}}({\mathcal {B}})}
{\displaystyle {\mathbf {P} }{\mathbf {F} }^{t}={\mathbf {F} }({\mathbf {P} })^{t}}
- in termini del IIo tensore nominale di tensione o  IIo tensore di Piola-Kirchhoff {\displaystyle {\mathbf {S} }=J\,{\mathbf {F} }^{-1}\,{\mathbf {T} }\,{\mathbf {F} }^{-t}={\mathbf {F} }^{-1}\,{\mathbf {P} }} (simmetrico)

{\displaystyle \nabla \cdot ({\mathbf {F} }\,{\mathbf {S} })+\rho _{k}\,{\mathbf {b} }=\rho _{k}\,{\mathbf {a} }\;\;,\;\;\forall \mathbf {X} \in {\mathcal {K}}({\mathcal {B}})}
{\displaystyle {\mathbf {S} }^{t}={\mathbf {S} }}
I tensori nominali di tensione prendono i nomi da Gabrio Piola e Gustav Kirchhoff. Il loro significato è prettamente matematico e la loro interpretazione può essere ricavata con riferimento al vettore
{\displaystyle d\mathbf {f} _{c}=\mathbf {T} \,\mathbf {n} \,ds}
che rappresenta la forza elementare di contatto agente sull'elemento orientato di superficie {\displaystyle \mathbf {n} \,ds} nella configurazione attuale del corpo, e definendo per analogia le forze nominali
{\displaystyle {\begin{aligned}d\mathbf {f} _{c}^{o}&=\mathbf {P} \,\mathbf {N} \,dS\\d{\tilde {\mathbf {f} }}_{c}&={\mathbf {S} }\,\mathbf {N} \,dS\end{aligned}}}
agenti, all'istante t, sull'elemento orientato di superficie {\displaystyle \mathbf {N} \,dS} nella configurazione di riferimento {\displaystyle {\mathcal {K}}({\mathcal {B}})}. Risulta infatti
{\displaystyle d\mathbf {f} _{c}=d\mathbf {f} _{c}^{o}\;\;,\;\;d\mathbf {f} _{c}={\mathbf {F} }\,d{\tilde {\mathbf {f} }}_{c}}
cioè la forza nominale {\displaystyle d\mathbf {f} _{c}^{o}} coincide con la forza effettiva {\displaystyle d\mathbf {f} _{c}}, mentre la forza nominale {\displaystyle d{\tilde {\mathbf {f} }}_{c}} corrisponde alla forza effettiva  {\displaystyle d\mathbf {f} _{c}} tramite il gradiente della deformazione {\displaystyle \mathbf {F} }, così come il segmento orientato nella configurazione di riferimento {\displaystyle d\mathbf {X} } corrisponde al segmento nella configurazione attuale {\displaystyle d\mathbf {x} }.

### Teorema di bilancio dell'energia meccanica
Un altro importante corollario delle leggi di Eulero è il teorema di bilancio dell'energia meccanica. Relativamente ad una parte {\displaystyle {\mathcal {P}}} del corpo e ad un istante t, definite le quantità
potenza delle forze esterne
{\displaystyle P({\mathcal {P}},t)=\int _{{\boldsymbol {\chi }}({\mathcal {P}},t)}\,\rho \,{\mathbf {b} }\cdot {\mathbf {v} }\,dv+\int _{\partial {\boldsymbol {\chi }}({\mathcal {P}},t)}{\mathbf {t} }\cdot {\mathbf {v} }\,ds}
potenza dello stato di tensione
{\displaystyle W({\mathcal {P}},t)=\int _{{\boldsymbol {\chi }}({\mathcal {P}},t)}\,{\mathbf {T} }\cdot {\mathbf {D} }\,dv\;\;,\;\;} con {\displaystyle \;\;\;\;{\mathbf {D} }={\tfrac {1}{2}}\,({\mathbf {L} }+{\mathbf {L} }^{t})\;\;,\;\;{\mathbf {L} }=\nabla ({\mathbf {v} })}
energia cinetica
{\displaystyle K({\mathcal {P}},t)=\int _{{\boldsymbol {\chi }}({\mathcal {P}},t)}\,\rho \,{\mathbf {v} }\cdot {\mathbf {v} }\,dv}
si dimostra, sulla base delle leggi di Eulero, la validità della relazione seguente avente la struttura di un'equazione di bilancio:
{\displaystyle {\frac {d}{dt}}K=P-W}
Risulta interessante riportare due possibili formulazione lagrangiane della potenza dello stato di tensione:
{\displaystyle W({\mathcal {P}},t)=\int _{{\mathcal {K}}({\mathcal {P}})}\,{\mathbf {P} }\cdot ({\tfrac {d}{dt}}{\mathbf {F} })\,dV}
{\displaystyle W({\mathcal {P}},t)=\int _{{\mathcal {K}}({\mathcal {P}})}\,{\mathbf {S} }\cdot ({\tfrac {d}{dt}}{\mathbf {E} })\,dV}
Da queste risulta che il Io tensore di Piola-Kirchhoff {\displaystyle {\mathbf {P} }} è il duale energetico (nel senso che fa lavoro su) del gradiente della deformazione {\displaystyle {\mathbf {F} }}, mentre il IIo tensore di Piola-Kirchhoff {\displaystyle {\mathbf {S} }} è il duale del tensore della deformazione di Green {\displaystyle {\mathbf {E} }}.

## Legami costitutivi
Assegnati i carichi esterni ed assunta a priori verificata la simmetria del tensore di Cauchy, le rimanenti equazioni di bilancio
{\displaystyle {\tfrac {d}{dt}}\rho +\rho \;\nabla \cdot \mathbf {v} =0\;\;,\;\;\nabla \cdot \mathbf {T} +\rho \,{\mathbf {b} }=\rho \,{\mathbf {a} }\;\;,\;\;\forall \mathbf {x} \in {\boldsymbol {\chi }}({\mathcal {B}})}
costituiscono un sistema di 4 equazioni scalari (1 di continuità e 3 le equazioni del moto) nelle 10=1+3+6 componenti scalari incognite di rappresentazione delle quantità {\displaystyle \left(\rho ,{\boldsymbol {\chi }},\mathbf {T} \right)} (densità di massa, moto, tensore delle tensioni). Esse sono pertanto da sole insufficienti a determinare il processo dinamico di un corpo continuo.
Le relazioni costitutive, espresse come legame tra lo stato di sollecitazione {\displaystyle \mathbf {T} } ed il moto {\displaystyle {\boldsymbol {\chi }}} del corpo, caratterizzano il comportamento (macroscopico) del particolare materiale costituente il corpo,  completando il quadro delle relazioni meccaniche di un modello. In pratica, le relazioni costitutive definiscono diverse classi di materiali ideali che rappresentano un modello di comportamento per i materiali reali. Più precisamente, esse sono rappresentativi di particolari comportamenti ideali (elastico, plastico, viscoso, ecc.) che i diversi materiali possono seguire in determinate circostanze.
Lo studio dei legami costitutivi si inquadra nell'ambito della teoria dei legami costitutivi formalizzata da Walter Noll nel 1958, che specifica le restrizioni fondamentali cui i legami devono sottostare al fine di essere fisicamente significativi, cioè in accordo con la realtà fisica delle osservazioni sperimentali.

### Materiali semplici
Sulla base della teoria di Noll, per la classe dei materiali semplici che abbraccia la quasi totalità dei materiali di interesse fisico ed ingegneristico, lo stato di sollecitazione {\displaystyle \mathbf {T} } di un punto {\displaystyle {\mathbf {x} }}  al tempo t è determinato dalla storia passata del gradiente del moto {\displaystyle \mathbf {F} _{t}} in P, cioè le relazioni costitutive sono riconducibili alla forma
{\displaystyle \mathbf {T} (\mathbf {x} ,t)=\mathbb {T} \left(\mathbf {F} _{t},\mathbf {X} \right)}
Il legame costitutivo per materiali semplici può essere equivalentemente rappresentato nella seguente forma ridotta in termini della storia passata del tensore destro della deformazione {\displaystyle \mathbf {U} _{t}} e dal valore attuale del tensore della rotazione {\displaystyle \mathbf {R} (t)}
{\displaystyle \mathbf {T} (\mathbf {x} ,t)=\mathbf {R} (t)\;\mathbb {T} \left(\mathbf {U} _{t},\mathbf {X} \right)\;\mathbf {R} ^{t}(t)}
o nella equivalente rappresentazione ristretta in termini del 2º tensore nominale delle tensioni di Piola-Kirchhoff {\displaystyle {\mathbf {S} }} e della storia passata del tensore della deformazione di Green {\displaystyle \mathbf {E} _{t}}.
{\displaystyle {\mathbf {S} }(\mathbf {X} ,t)={\mathbb {S} }\left(\mathbf {E} _{t},\mathbf {X} \right)}
Un materiale si dice inoltre omogeneo se nella relazioni costitutive si possa omettere la dipendenza esplicita dalla posizione {\displaystyle \mathbf {X} }. Nel prosieguò si farà riferimento solo a materiali semplici ed omogenei.

### Materiali elastici ed iperelastici
Una classe molto importante di materiali semplici sono i materiali elastici, per i quali ad ogni punto lo stato di tensione nella configurazione attuale è determinato solamente dallo stato di deformazione di tale configurazione rispetto alla configurazione di riferimento, e non da tutta la storia passata della deformazione subita. Per tali materiali il legame costitutivo è pertanto riconducibile alla forma
{\displaystyle \mathbf {T} (\mathbf {x} ,t)=\mathbb {T} \left(\mathbf {F} \right)}
o alle forme ridotte
{\displaystyle \mathbf {T} (\mathbf {x} ,t)=\mathbf {R} (t)\;\mathbb {T} \left(\mathbf {U} \right)\;\mathbf {R} ^{t}(t)}
{\displaystyle {\mathbf {S} }(\mathbf {X} ,t)={\mathbb {S} }\left(\mathbf {E} \right)}
dove {\displaystyle \left(\mathbf {F} ,\mathbf {U} ,\mathbf {E} \right)} sono i valori riferiti alla configurazione attuale dei tensori descrittori della deformazione (il gradiente della deformazione, il tensore destro della deformazione e il tensore di Green).
In particolare, si parla di materiale iperelastico se esiste un funzionale del solo stato di deformazione attuale {\displaystyle \phi ({\mathbf {E} })} tale che il relativo gradiente sia rappresentativo dello stato di sollecitazione, cioè valga la seguente relazione
{\displaystyle {\mathbf {S} }={\frac {\partial \phi }{\partial {\mathbf {E} }}}}
in termini rispettivamente del secondo tensore di Piola-Kirchhoff {\displaystyle {\mathbf {S} }} e del duale tensore della deformazione di Green {\displaystyle {\mathbf {E} }}. Per i materiali iperelastici, la potenza dello stato tensionale
{\displaystyle W({\mathcal {P}},t)=\int _{{\mathcal {K}}({\mathcal {P}})}\,{\mathbf {S} }\cdot ({\tfrac {d}{dt}}{\mathbf {E} })\,dV={\tfrac {d}{dt}}\int _{{\mathcal {K}}({\mathcal {P}})}\,\phi ({\mathbf {E} })\,dV}
è un differenziale esatto, cioè è la derivata temporale di una quantità
{\displaystyle \Phi =\int _{{\mathcal {K}}({\mathcal {P}})}\,\phi ({\mathbf {E} })\,dV}
detta energia di deformazione, che è una misura dell'energia (cioè della capacità di compiere lavoro) accumulata da corpo in conseguenza della deformazione subita. Il funzionale {\displaystyle \phi ({\mathbf {E} })} assume quindi il significato di densità di energia di deformazione per unità di volume.

### Materiali elastico-lineari
Una particolare classe di materiali elastici, di forte interesse ingegneristico, sono i materiali elastici-lineari, rappresentati cioè da una relazione costitutiva lineare tra il tensore della tensione e della deformazione. L'esperienza mostra tuttavia che il legame lineare è valido solo se le deformazioni subite dal corpo sono piccole, cioè corrispondenti all'ipotesi di deformazioni infinitesime della teoria dei piccoli spostamenti. In tale contesto lo stato di deformazione è descritto dal tensore della deformazione infinitesima. Inoltre, nell'ipotesi di piccoli spostamenti, è lecito confondere, ai fini della scrittura delle relazioni di equilibrio, la configurazione iniziale indeformata con la configurazione corrente deformata: i tensori nominali di tensione e il tensore di Cauchy coincidono ed è solito far uso del simbolo {\displaystyle {\boldsymbol {\sigma }}} per indicare il tensore delle tensioni.
Pertanto per un materiale elastico-lineare le relazioni costitutive sono rappresentate nella forma (la legge di Hooke generalizzata)
{\displaystyle {\boldsymbol {\sigma }}=\mathbb {C} \,{\boldsymbol {\varepsilon }}}
dove {\displaystyle \mathbb {C} } è un tensore del quarto ordine detto tensore di elasticità. In un sistema di coordinate, esso è rappresentato dagli 81 coefficienti scalari {\displaystyle {C}_{ijhk}}. Di questi tuttavia, solo 36 sono indipendenti. Nel caso ancora di iperelasticità, la densità di energia di deformazione assume la seguente forma quadratica in {\displaystyle {\boldsymbol {\varepsilon }}}
{\displaystyle \phi ({\mathbf {E} })={\frac {1}{2}}\,{\boldsymbol {\varepsilon }}\,\cdot \,\mathbb {C} \,{\boldsymbol {\varepsilon }}}
e il tensore di elasticità è caratterizzato da solo 21 parametri scalari indipendenti.
Infine, nel caso di materiale elasto-lineare ed isotropo, il legame costitutivo è ricondotto alla rappresentazione
{\displaystyle {\boldsymbol {\sigma }}=\lambda ~{\text{tr}}({\boldsymbol {\varepsilon }})~{\boldsymbol {\mathit {1}}}+2~\mu ~{\boldsymbol {\varepsilon }}}
in termini di due soli parametri scalari elastici {\displaystyle (\lambda ,\mu )} detti costanti di Lamé. In tale caso è facile ottenere la relazione inversa del legame costitutivo
{\displaystyle {\boldsymbol {\varepsilon }}={\frac {1}{2\mu }}\,{\boldsymbol {\sigma }}-{\frac {\lambda }{2\mu (3\lambda +2\mu )}}~{\text{tr}}({\boldsymbol {\sigma }})~{\boldsymbol {\mathit {1}}}}
più usualmente espressa nella forma
{\displaystyle {\boldsymbol {\varepsilon }}={\frac {1+\nu }{E}}\,{\boldsymbol {\sigma }}-{\frac {\nu }{E}}~{\text{tr}}({\boldsymbol {\sigma }})~{\boldsymbol {\mathit {1}}}}
facendo uso dei parametri elastici {\displaystyle (E,\nu \!)} detti rispettivamente modulo di Young e coefficiente di Poisson. Le seguenti restrizioni ai valori possibili delle costanti elastiche
{\displaystyle E>0\;\;,\;\;-1\leq \nu \leq {\tfrac {1}{2}}}
garantisce il requisito fisico di positività della relativa energia di deformazione del materiale, in quanto si dimostra che l'energia di deformazione misura il lavoro esterno necessario per deformare in modo quasi-statico il corpo, necessariamente positivo.

### Fluidi di Stokes e fluidi newtoniani
I fluidi semplici sono materiali semplici caratterizzati dalla proprietà di non possedere una naturale geometria, cioè la cui risposta materiale è identica a partire da qualsiasi configurazione di riferimento e di essere naturalmente isotropi in tutte le configurazioni. Per i fluidi semplici il legame costitutivo è riconducibile alla forma
{\displaystyle \mathbf {T} (\mathbf {x} ,t)=\mathbb {T} \left(\mathbf {U} _{t},\rho \right)}
in termini di quantità {\displaystyle \left(\mathbf {U} _{t},\rho \right)} riferite alla sola configurazione attuale. In tale classe di materiali, un modello di fluido particolarmente importante è quello dei fluidi di Stokes, per i quali il legame costitutivo si particolarizza nel
{\displaystyle \mathbf {T} (\mathbf {x} ,t)=\mathbb {T} \left(\mathbf {D} ,\rho \right)}
cioè la dipendenza dalla storia del tensore destro della deformazione nella configurazione attuale si particolarizza nella sola conoscenza del tensore velocità di deformazione {\displaystyle \mathbf {D} } definito come la derivata temporale del tensore destro della deformazione nella configurazione attuale
{\displaystyle \mathbf {D} =\left.{\tfrac {\partial }{\partial \tau }}\mathbf {U} _{t}(\tau )\right|_{\tau =t}}
Tali legami rivestono un notevole interesse tecnico dal momento che molti fluidi reali, nelle condizioni di moto che interessano le applicazioni, possono essere descritti secondo tale modello. Nell'ambito dei fluidi di Stokes, una classe di materiali particolarmente importante per le applicazioni tecniche sono i fluidi newtoniani, caratterizzati dal fatto che il tensore delle tensioni dipenda linearmente dal tensore velocità di deformazione. Essi hanno la seguente rappresentazione del legame costitutivo
{\displaystyle \mathbf {T} (\mathbf {x} ,t)=\left(-\pi +\lambda _{v}\,tr(\mathbf {D} )\right)\,\mathbf {I} +2\mu _{v}\,\mathbf {D} }
dove  {\displaystyle \pi } è la pressione dinamica a sua volta funzione della sola densità {\displaystyle \rho } mentre i due scalari {\displaystyle \left(\lambda _{v},\mu _{v}\right)} sono in generale funzione della densità {\displaystyle \rho } (oltre che del punto, nel caso si materiali non omogenei) e prendono il nome di coefficienti di viscosità.

### Altri legami costitutivi
- materiali elasto-plastici
- materiali visco-elastici
- materiali visco-plastici
- materiali fragili e softening